# Latveria
Latveria es una nación ficticia que aparece en cómics estadounidenses publicados por Marvel Comics. Se representa dentro de los argumentos de los títulos de cómics de Marvel como un país europeo aislado gobernado por el ficticio Señor Supremo Doctor Doom, supuestamente ubicado en la región de Banato. Está rodeado por las montañas de los Cárpatos, y también limita con Symkaria (sede de Silver Sable) al sur. Su capital es Doomstadt.

## Historial de publicaciones
Latveria apareció por primera vez en Fantastic Four Annual # 2, publicado en 1964. Victor von Doom es el gobernante de Latveria. Aunque ha sido destronado varias veces, Victor invariablemente ha logrado regresar al trono de su país en cuestión de meses.
Victor también tiene un consejo que lo obedece por completo. En Fantastic Four # 536 en 2006, mató a su propio primer ministro por reclamar el control de Latveria en su ausencia y amenazó con matar a otros dos ministros si no encontraban el lugar de aterrizaje del martillo de Thor.
El estilo de gobierno del doctor Doom se puede describir como una monarquía absoluta, ya que se reveló que no hay una legislatura, y un ministro se jactó de que "el doctor Doom lo decide todo ¡Su menor capricho es la ley de Latverian!". Reino para vigilar a su gente e incluso tiene armas ocultas para evitar que se vayan sin su consentimiento. En una historia, puede activar un campo de fuerza alrededor de Latveria que evita que alguien se vaya, aunque aparentemente puede ser una defensa contra un ataque nuclear.

## Historia
Latveria se formó a partir de las tierras anexadas del sur de Hungría siglos antes, y posiblemente tierra de Serbia también como Rumania.
En algún momento, el Doctor Doom hizo que su ejército de Servo Guardias invadiera Rotruvia, donde logró anexarlo.

### Latveria bajo los Cuatro Fantásticos
Debido a los compromisos de Doom que lo alejan de Latveria, el monarca está ausente a menudo. Después del descenso de Doom al Infierno, la nación se convirtió en un objetivo para la conquista de los países vecinos. Esto obligó a Reed Richards a tomar el control del país, intentando sacar al pueblo del dominio Doom, mientras que al mismo tiempo desarmó todo el armamento y la tecnología de Doom, así que si alguna vez regresara, volvería a no tenerlos. En el proceso, Richards reubicó a Doom del Infierno en una dimensión de bolsillo de su propio diseño, y aunque Doom usó sus habilidades de cambio de conciencia para escapar, la muerte de su cuerpo anfitrión aparentemente también lo hizo morir, y los Cuatro Fantásticos se retiraron del país.
Sin embargo, Doom sobrevivió y gobernó a Latveria por un tiempo con un primer ministro "títere" y ejecutores robóticos.

### Serie de tomas de control
Después de que se fueron los Cuatro Fantásticos, Estados Unidos intentó llenar el vacío dejado por Doom al establecer una democracia para la nación. La condesa Lucía von Bardas fue elegida primera ministra. Sin embargo, cuando se reveló que von Bardas estaba empleando al Tinkerer para usar la tecnología de Doom para armar a varios villanos basados en tecnología en los Estados Unidos, el comandante de S.H.I.E.L.D. Nick Fury tomó medidas.
Durante Secret War, Fury y varios superhéroes invadieron Latveria sin permiso del gobierno de los Estados Unidos, e intentaron asesinar a von Bardas. Aunque sobrevivió, fue horriblemente desfigurada y trató de destruir a Fury y los héroes responsables. Fue asesinada por la agente de S.H.I.E.L.D. Daisy Johnson mientras trataba de volar a Nueva York con la armadura de varios villanos que ella empleó.

### Desastres en todo el país
Gran parte de Latveria fue destruida y la población severamente reducida por un ataque ejecutado por el Marqués de la Muerte (también conocido como "Dooms Master"). 
S.H.I.E.L.D., bajo el liderazgo de Iron Man y su equipo de Vengadores autorizados por los EE. UU., invadieron Latveria después de descubrir la participación de Doom (involuntariamente) en el lanzamiento de un virus simbionte en Nueva York. El país quedó una vez más devastado y Doom fue detenido por crímenes de lesa humanidad.
Doom fue liberado de prisión debido a la influencia del director de H.A.M.M.E.R., Norman Osborn. Restauró su nación con el uso de su tecnología de viaje en el tiempo.

### Avengers vs. X-Men
Durante la historia de Avengers vs. X-Men, Spider-Man luchó contra un Coloso potenciado por Juggernaut aquí.

## Estadísticas
La descripción geográfica común de Latveria la ubica como una pequeña nación, alrededor del área donde Hungría, Rumania y Serbia (Voivodina) se encuentran en la vida real. Al sur en el universo Marvel se encuentra la nación de Symkaria, que se representa como una monarquía constitucional benevolente en contraste con la dictadura al norte. La ciudad capital de Latveria es Doomstadt, anteriormente Hassenstadt, renombrada cuando Doom tomó el poder, ubicada justo al norte del río Kline. El centro administrativo es Castillo Doom.
- Población: 500.000 (esta es una aproximación ya que el gobierno de Latveria ha sido ferozmente reservado sobre su actividad censal)
- Tipo de gobierno: dictadura (Victor Von Doom prefiere llamar a esto una "monarquía impuesta")
- Idiomas: alemán, húngaro, inglés, latveriano (dialecto local, derivado del húngaro), rumano.
- Grupos étnicos: estirpe europea mixta, eslavos, romaníes, griegos, posiblemente búlgaros que emigraron a Banat durante el dominio otomano en Bulgaria.
- Principales centros de negocios: Ninguno
- Moneda: Franco de Latveria
- Días festivos: Día de Doom, Navidad, Año Nuevo (Nota: Día de Doom es un día festivo ecléctico, celebrado siempre que Doom lo declara. Es diferente de Doomsday e independiente de Doomsday).
- Aeropuertos: el único aeropuerto del país, Doomsport, se encuentra en las afueras del sur de Doomstadt. Mantiene dos pistas y una terminal moderna, pero los vuelos hacia y desde Doomsport son bastante limitados. No ha habido vuelos programados desde Latveria a países de Europa occidental o Estados Unidos, debido a una combinación de la mala economía de Latveria, los embargos internacionales y que ninguna aerolínea importante ha obtenido beneficios en el establecimiento de una ruta a Latveria.

### Ciudades y pueblos
- Doomsburg -
- Doomsdale -
- Doomstadt - la capital de Latveria, que reemplaza en el mapa a la ciudad rumana real de Timișoara. La "Ciudad de la Perdición" (el sufijo "-stadt" significa "ciudad" en alemán)
- Doomsvale -
- Doomton -
- Doomwood -
- Doomcity -

#### Puntos de interés
- Valle del Jabalí -
- Castillo Doom - un antiguo castillo con tecnología moderna, hogar de Victor Von Doom.
- Citadel de Doom -
- Parque conmemorativo Cynthia Von Doom -
- Doom Falls -
- Isla Doom - aunque no forma parte de Latveria, la Isla Doom es una isla privada, ubicada en algún lugar cerca de la costa de Japón y oculta del mundo por un escudo invisible. Esta isla es donde Doom mantiene ocultos a los ciudadanos mutantes de Latveria y una legión de híbridos Doombot / Sentinel.
- Aeropuerto Doomsport - el único aeropuerto de Latveria, que se encuentra al sur de Doomstadt.
- Estación de tren de Doomstadt -
- Doomstadt Rathauz -
- Bosque Doomwood -
- Ciudad plegable -
- Templo de Lanzarini -
- Heroic Andrew Boulevard -
- Kron Victory Swad -
- Academia Latveriana de Ciencias -
- Frontera sur de Latveria -
- Monument Park -
- Monte Sorcista - Aquí vive una hechicera demoníaca llamada Pandemonia.
- Monte Victorum -
- Pueblo Viejo de Doomstadt - Se encuentra en Doomstadt y tiene vistas al Castillo Doom.
- St. Iglesia de Blaise-
- St. Iglesia de San Pedro-
- Academia Werner -

### Demografía
La población está formada por una mezcla de pueblos europeos y romaníes, en cuyo bienestar Von Doom tiene un interés particular. Victor Von Doom, al ser romaní, ha declarado a los romaníes una clase protegida e intenta colmarlos de beneficios, sin embargo, debido a la mala economía de Latveria y el dominio opresivo, sus estilos de vida apenas eclipsan a otras etnias, y los romaníes en general viven con el mismo temor a su propio gobierno al igual que sus compañeros latverianos.

### Aplicación de la ley
Debido a que carece de una población nativa de superhéroes, Latveria depende en gran medida de los robots centinelas de Dooms llamados Doombots para mantener la ley y el orden. Uno de los pocos superhumanos latverianos conocidos es el Caballero Temible, a quien el propio Doom creó al castigar al alter ego de Dreadknight por acumular ideas de él. Desde entonces, el Caballero Temible ha tratado de vengarse del Doctor Doom, solo para ser frustrado por varios superhéroes. Aparte de la actividad sobrehumana, el ejército de Latveria parece funcionar en múltiples capacidades; además de ser responsables de la defensa de Latveria (o más exactamente, de mantener a Victor Von Doom en el trono), han sido comisionados para realizar arrestos y funcionar como la policía secreta de Latveria.

### Economía
Gran parte de la economía de Latveria depende de los inventos de alta tecnología del Doctor Doom. La moneda oficial del país es el "franco latveriano", porque el Doctor Doom se niega a unirse a la Unión Europea o adoptar el euro. El franco latveriano todavía se considera razonablemente fuerte frente al dólar estadounidense.

### Estado
Latveria generalmente se describe como una nación rural con una economía primitiva y una población que vive un estilo de vida casi medieval, probablemente impuesto por Doom. No obstante, el estado en sí se describe constantemente como una superpotencia global a la par o incluso superando a cualquier nación en la Tierra, incluidos los Estados Unidos, y solo rivaliza con países como Wakanda. Esto se debe en gran parte a que el propio Doom es un genio científico del más alto orden, no solo posee, sino que realmente inventa numerosas maravillas tecnológicas, incluido viajes en el tiempo y los viajes interdimensionales, creando personalmente un ejército de robots altamente sofisticado de innumerables diseños y capacidades, y que con frecuencia toma posesión de - o directamente creando - varios dispositivos que podrían clasificarse como Armas de Destrucción Masiva. Por lo tanto, a pesar de que el país es extremadamente pequeño y económicamente atrasado, es una potencia en términos militares y tecnológicos y, por lo tanto, tiene una influencia enormemente desproporcionada en los asuntos mundiales en relación con su tamaño y PIB. Doom también afirma con orgullo que el país está libre de pobreza, enfermedades, hambrunas y delitos y, si bien se demuestra que los ciudadanos de la nación están oprimidos y viven con miedo de su monarca, también se muestra que están relativamente bien cuidados, por lo que siempre y cuando no crucen Doom. Otras ocasiones sugieren que Doom está en el centro de un culto a la personalidad autopropagado y es admirado y adorado por otros segmentos de la población a pesar de sus malos tratos y a menudo se demuestra que es al menos un gobernante más estable y menos corrupto que cualquier otro líder latveriano que lo ha reemplazado.

## Habitantes conocidos
- Doctor Doom - El actual gobernante de Latveria.
- Alexander Flynn - El supuesto hijo mutante del Doctor Doom y una mujer romaní no identificada.
- Arturo Frazen - Él fue instalado como embajador de Latveria durante el reinado temporal del príncipe Zorba Fortunov.
- Barón Karl Hassen - Él fue el gobernante de Latveria durante el siglo XIV.
- Barón Karl Hassen III - Él formó parte de la realeza de Latveria en algún momento antes de que el Doctor Doom se convirtiera en el gobernante de Latveria.
- Boris - Guardián Zefiro del Doctor Doom desde la infancia y confidente más cercano.
- Conde Sabbat - Él formó parte de la realeza de Latveria durante el siglo XV.
- Cristos Malachi - Un miembro del clan gitano Zefiro del Doctor Doom. Se desempeñó como adivino del Clan Gitano Zefiro.
- Cynthia Von Doom - La madre del Doctor Doom.
- Daniel Kurtz - Un antiguo compañero de clase del Doctor Doom. Perdió un ojo durante el experimento de Víctor que implicó ponerse en contacto con su madre.
- Djordji Zindelo Hungaro - El místico Zefiro que entrenó a Cynthia Von Doom en las artes místicas.
- Caballero Temible - Un científico latveriano que tenía un casco cibernético en forma de calavera que el Doctor Doom fusionó biológicamente en su cabeza y desarrolló una venganza contra él.
- Editor - Él se le asignó la tarea de reescribir la historia de Latver para que se ajustara a la visión del mundo del Doctor Doom.
- Fydor Gittrlsohn - Uno de los principales científicos del Doctor Doom.
- Gert Hauptmann - Uno de los principales científicos del Doctor Doom y hermano de Gustav Hauptmann. Su intento de traición lo llevó a la muerte a manos del Doctor Doom.
- Gustav Hauptmann - Uno de los principales científicos del Doctor Doom. Fue un ex nazi que trabajó para Adolf Hitler y Cráneo Rojo. Cuando el lanzallamas que Gustav estaba usando para atacar a Mister Fantastic casi puso en peligro su colección de arte, el Doctor Doom revirtió el arma sónica que planeaba usar en los Cuatro Fantásticos y terminó usándola para matar a Gustav Hauptmann.
- Gustav von Kampen - Un miembro del clan gitano Zefiro del Doctor Doom.
- Gustav van Erven - Un refugiado latveriano que vive en Brasil en la línea de tiempo Doctor Doom 2099.
- Hans Stutgart - Un agente latveriano que vive en los Estados Unidos.
- Jakob Gorzenk - Él se desempeña como embajador en jefe en los Estados Unidos.
- Rey Rudolfo I - Él gobernó Latveria en algún momento antes de que el Doctor Doom se convirtiera en el gobernante de Latveria.
- Rey Stefan - Él gobernó Latveria en algún momento antes de que el Doctor Doom se convirtiera en el gobernante de Latveria.
- Rey Vladimir Vassily Gonereo Tristian Mangegi Fortunov - El tiránico gobernante de Latveria que fue extremadamente duro con los gitanos que vivían en las fronteras. Fue asesinado por el Doctor Doom.
- Kristoff Vernard - El hijo adoptivo del Doctor Doom. Su madre fue asesinada por un robot que fue utilizado por el príncipe Zorba Fortunov.
- Familia Kroft - Una familia de cazadores de vampiros que existió desde el siglo XVI hasta el siglo XIX.
  - Kurt Kroft -
  - Leo Kroft -
  - Oscar Kroft -
  - Pietro Kroft -
  - Stefan Kroft -
  - Wilhelm Kroft -
- Larin - Un monje tibetano que ayudó a construir la primera armadura del Doctor Doom.
- Lucia von Bardas - La primera ministra de Latveria.
- Hermanos Mengo - Un par de mercenarios internacionales.
  - Grigori Mengochuzcraus -
  - Stanislaus Mengochuzcraus -
- Otto Kronsteig - Uno de los principales científicos del Doctor Doom.
- Príncipe Rudolfo Fortunov - El ex príncipe heredero de Latveria antes de que su familia fuera derrocada por el Doctor Doom.
- Príncipe Zorba Fortunov - El ex príncipe de Latveria y hermano de Rudolfo. Una vez reclamó el trono de Latveria cuando los Cuatro Fantásticos habían derrotado al Doctor Doom. Con la ayuda de los Cuatro Fantásticos, el Doctor Doom pudo reclamar su trono.
- Robert Doom - El primo lejano del Doctor Doom.
- Torvalt - Un miembro del clan gitano Zefiro del Doctor Doom.
- Tristian de Sabbat - Un miembro del círculo íntimo del Doctor Doom responsable de la propaganda sagrada.
- Valeria - El amor adolescente de la vida del Doctor Doom que es la nieta de Boris. Su vida fue sacrificada a los Tres Haazareth (un grupo de demonios) por el Doctor Doom.
- Vlad Draasen - Él fue miembro de la realeza de Latveria durante el siglo XV.
- Werner Von Doom - Un talentoso médico de la tribu gitana Zefiro y padre del Doctor Doom.

## Otras versiones

### Rey Loki
En el futuro representado en Loki: Agente de Asgard, Doctor Doom descubre que Latveria fue completamente destruida después de que el Rey Loki destruyera la Tierra. Doom intenta prevenir este futuro encarcelando al Loki del presente.

### Marvel 1602
En la historia de Marvel 1602, Latveria es gobernada por el conde Otto von Doom, también conocido como Otto el Guapo. Está habitado por seres míticos, y Latveria experimenta con intrincados mecanismos de relojería, uno de los cuales fue utilizado para matar a la reina Isabel I de Inglaterra. El idioma nativo parece tener un gran parecido con el alemán moderno.

### Marvel 2099
En el futuro alternativo llamado "Marvel 2099", varias luchas de poder sobre el destino de Latveria terminan con la mayor parte de la población del país destruida por armas químicas conocidas como "necrotoxinas".

### Marvel Zombies
En la historia de Marvel Zombies, Latveria es uno de los últimos puestos avanzados de la humanidad, ya que el Doctor Doom reúne al más apto y más fértil de los sobrevivientes Latverianos para enviarlos a otras dimensiones. Un ejército de súper zombis sitiaba el castillo de Doom y finalmente se rompía dentro. A pesar de esto y del mismo Doom siendo mordido, todos los ciudadanos Latverianos escaparon con éxito.

### Ultimate Marvel
Latveria fue presentada como una nación campesina en bancarrota pero gracias al Doctor Doom se convirtió en el noveno país más rico de la Tierra. La gente del pueblo lleva los tatuajes del dragón de Doom, que incorporan microfibras que interactúan con el cerebro, actuando como dispositivos de control mental. No está claro dónde se encuentra Latveria, pero hay banderas belgas en exhibición en el fondo en la imagen mostrada de Latveria.
En Ultimate Marvel Team-Up, Latveria fue presentada como una teocracia dictatorial empobrecida, bajo la "santidad" del presidente Victor von Doom (vistiendo su tradicional armadura y capa de Marvel). Intentaron, en connivencia con los Estados Unidos a través de Nick Fury, robar la tecnología de Iron Man a Tony Stark; esto falla, en parte debido a la intervención de Spider-Man. En algún momento, sin embargo, Doom declaró una guerra santa en los Estados Unidos, creando tensiones entre dos países. Esto sería ignorado y retconado en títulos posteriores de Ultimate Marvel.

## En otros medios

### Televisión
- Latveria aparece en la serie de televisión Fantastic Four de 1994.
- Latveria aparece en el episodio de The Super Hero Squad Show, "Pedicure of Doom". Doctor Doom, MODOK y Abominación regresan al Castillo Doom solo para descubrir que la madre del Doctor Doom, Cynthia "Coco" Von Doom, lo había convertido en un spa con la ayuda de Chthon.
- Latveria se menciona en el episodio de Iron Man: Armored Adventures "The Might of Doom".
- Latveria aparece en The Avengers: Earth's Mightiest Heroes, episodio, "The Private War of Doctor Doom".
- Latveria aparece en Ultimate Spider-Man, episodio, "Doomed". Spider-Man, Power Man, Iron Fist, Nova y White Tiger se dirigen a Latveria para capturar al Doctor Doom como parte de su plan para impresionar a Nick Fury. La Embajada Latveriana aparece en el episodio "Not a Toy" cuando el escudo del Capitán América termina en la Embajada de Latveria y Spider-Man debe trabajar con el Capitán América para recuperarlo antes de que el Doctor Doom pueda experimentar con él.
- Latveria aparece en Avengers Assemble episodio "The Doomstroyer". Los Vengadores se dirigen allí donde el Doctor Doom ha tomado la armadura asgardiana, el Destructor.
- Latveria aparece en el episodio "Red Rover" de Hulk and the Agents of S.M.A.S.H. Red Hulk, sin saberlo, deja caer a Dinosaurio Diablo en Latveria cuando lo confundió con Transia. En los episodios de "Days of Future Smash", se presenta la embajada de Latveria, donde el Líder la irrumpe para robar uno de los cinturones de tiempo para ir atrás en el tiempo.

### Película
- En la película Los 4 Fantásticos, Latveria se menciona inicialmente en referencia al pasado de Victor Von Doom y se lo describe como "el viejo país", lo que posiblemente indica su nacimiento allí. Después de que apareció "The End", el cuerpo encarcelado de Von Doom se muestra a bordo de un barco con destino a Latveria. También durante la escena en la que primero se pone su máscara de metal, se puede ver una placa que la declara como un regalo a Doom por parte de la gente de Latveria.
- En la secuela Los 4 Fantásticos y Silver Surfer, Doom se despierta en su castillo por el paso de Silver Surfer a través de Latveria. El nombre de la capital ha cambiado de "Doomstadt" a "Hassenstadt", probablemente porque Doom es simplemente un nativo del país en esta continuidad, en lugar de su líder, ya que la película anterior lo estableció como un simple hombre rico de negocios.
- En el avance del Reinicio de los 4 Fantásticos de 2015, unos 45 segundos después del remolque, se mostró una dirección IP en la esquina inferior izquierda de la pantalla. Esa dirección IP lleva a este artículo. En la película en sí, se demuestra que Latveria es el país de origen de Doom en un informe del gobierno sobre él.
- En Los Cuatro Fantásticos: Primeros pasos , el nombre de Latveria aparece en la conferencia de la Future Foundation de Sue Storm , con el líder del país ausente de la conferencia.

### Videojuegos
- En el juego de computadora de 1980, Accolade's Comics, el protagonista Steve Keene recibe boletos para el Ballet Latveriano.
- En Spider-Man: The Game, una cartelera se puede ver en el turismo de publicidad de primer nivel en Latvania, un error ortográfico de Latveria.
- Se menciona a Latveria en el videojuego Spider-Man 2 cuando J. Jonah Jameson dice que un diplomático latveriano está aterrizando en el edificio de las Naciones Unidas en helicóptero, aunque las circunstancias obligan al jugador a perder de vista a cualquier diplomático de ese tipo.
- En el videojuego Ultimate Spider-Man, se informó que el Escarabajo se metió en la Embajada de Latveria después de evadir a Spider-Man. En la edición especial del juego, el jugador puede ver el concepto de arte que muestra lo que le sucede a Escarabajo después de su enfrentamiento con Spider-Man. Vuela a la embajada y sube a un trono, se arrodilla y le presenta el vial del Hombre de Arena al Doctor Doom en un plan para desarrollar súper soldados para Latveria. Más adelante en el juego, se ve al Duende Verde huyendo de la Embajada de Latveria.
- En Marvel: Ultimate Alliance, Castillo Doom en Latveria es un nivel. Si el jugador pregunta por Latveria a Visión, menciona que apenas existe un crimen allí, ya que los robots del Doctor Doom siempre patrullan el país.
- Latveria aparece en Marvel: Ultimate Alliance 2. La primera parte del juego se basa en la historia de Secret War. Nick Fury lleva a los héroes a Latveria para tratar con Lucia von Bardas después de que el presidente no quiere tomar medidas contra sus actividades ilegales.
- La Embajada Latveriana aparece en Marvel: Avengers Alliance.
- Latveria aparece en Lego Marvel Super Heroes. El nivel "Doctor en la casa" tiene lugar en Castillo Doom.
- En Marvel Heroes, el jugador explora la ciudad de doomstadt y también se las arregla para explorar el Castillo Doom antes de una confrontación final en la sala del trono de Doom.